# John F. Byrne
John F. Byrne (1880-1960) fue un criptógrafo irlandés que inventó una máquina cifradora denominada Chaocipher. Byrne lanzó un desafío con un importante premio a quien lograra quebrar los códigos generados por su invento.

## El desafío
Byrne publicó una autobiografía donde desafió a la Asociación Americana de Criptogramas, a la Sociedad de Códigos de Nueva York y al matemático estadounidense Norbert Wiener, a identificar varios mensajes contenidos en el último capítulo de ese libro.
Ofreció una recompensa, equivalente hoy a 100.000 dólares, a quién lograra el cometido. Aunque se conocen los detalles y materiales utilizados por Chaocipher,(máquina con la que Byrne cifró los textos) nadie ha logrado revelar su significado.
Quienes han tratado de desentrañar este misterio coinciden en que el mecanismo de Byrne demostró que un sistema críptico puede seguir siendo seguro incluso cuando la dinámica haya sido revelada al público, lo cual es contrario a una de las predicciones hechas por el lingüista holandés Auguste Kerckhoffs (1835-1903), exponente de la criptografía militar.

## Chaocipher
La máquina cifrador que inventó la denominó Chaocipher. La misma consiste en un par de ruedas montadas como engranajes, cuyas circunferencias están rodeadas, cada una, por las 26 letras de un alfabeto tradicional pero en orden aleatorio. Al girar, los discos proporcionan correspondencias de caracteres en combinaciones potencialmente infinitas, ya que en ciertos pasos del proceso de escritura se alejan ambos discos a fin de que la continuidad del alfabeto creado se rompiera cada determinado tiempo. Desde que lo inventó en 1918, Byrne trató en numerosas ocasiones vender su aparato a distintas organizaciones y a la marina estadounidense. A pesar de que nadie mostró interés por su invención, Byrne pensaba que la misma se convertiría en una herramienta de trabajo que sería tan indispensable como un teléfono o una máquina de escribir.